# Ade Fijth
Ade Fijth (26 juli 1947) is een voormalig Nederlands honkballer.
Fijth was werper en kwam uit voor HCAW uit Bussum in de hoofdklasse. In 1967 werd Fijth door de KNHSB uitgeroepen tot de Meest Waardevolle Speler van het jaar. In 1971, 1973 en 1975 maakte hij deel uit van het Nederlands honkbalteam tijdens de Europese Kampioenschappen van jaren waarbij Nederland steeds de titel won.  In 1973 speelde hij een memorabele marathonwedstrijd om de Nederlandse beker tegen de Storks. Zijn tegenstrever was Win Remmerswaal. De wedstrijd duurde 15 innings lang en werd uiteindelijk met 1-0 door HCAW gewonnen. Behalve als pitcher was Fijth ook een verdienstelijk slagman, veldspeler en eerste honkman. Fijth werd door HCAW na zijn actieve sportloopbaan benoemd tot erelid bij zijn vereniging.